# Герміне Поппеллер
Пані Герміне Поппеллер (нім. Mrs. Hermine Poppeller; нар. 1958, Австрія) — австрійська дипломатка. Надзвичайний і Повноважний Посол Австрії в Україні.

## Біографія
Народилася в 1958 році. Закінчила Інсбруцький університет імені Леопольда і Франца, вивчала німецьку та французьку мови.
Протягом 5 років працювала викладачем університету іноземних мов «Ханкук» в Сеулі, Південна Корея та протягом 2 років — у Афро-Азійському інституті у Відні в сфері сприяння освітнім процесам.
З 1992 року на дипломатичній роботі в Міністерстві закордонних справ Австрії.
У 1994—1997 рр. — заступник голови дипломатичної місії (радник-посланник) в Посольстві Австрійської Республіки в Канаді (м. Оттава).
У 1997—2000 рр. — заступник голови дипломатичної місії (радник-посланник) в Посольстві Австрійської Республіки в Угорщині (м. Будапешт).
У 2000—2003 рр. — повернулась на роботу до Міністерства закордонних справ Австрії, де керувала роботою відділу в Управлінні координації Coreper I (Комітет постійних представників країн-членів ЄС).
У 2003—2007 рр. — Генеральний консул Австрійської Республіки в Кракові, Польща, зі сферою відповідальності за весь південний регіон Польщі та Директор Австрійського культурного форуму в Кракові (за сумісництвом).
У 2007—2011 роках — Надзвичайний та Повноважний Посол Австрії в Ризі (Латвія).
З січня 2012 — керівник Управління нерухомістю Міністерства закордонних справ Австрії у Відні.
З 8 квітня 2014 — Надзвичайний і Повноважний Посол Австрії в Києві (Україна).
26 травня 2015 року — вручила вірчі грамоти Президентові України Петру Порошенку.
З 2019 року — Надзвичайний і Повноважний Посол Австрії в Афінах (Греція).